# دول شبه هامشية
في نظرية النظم العالمية، الدول شبه الهامشية (يشار إليها أحيانًا بشبه الهامش فقط) هي الدول الصناعية، والرأسمالية غالبًا التي تقع بين الدول الهامشية والمتقدمة (المركزية). تمتلك الدول شبه الهامشية الخصائص التنظيمية لكلٍ من الدول المتقدمة والهامشية وعادةً ما تقع جغرافيًا بين مناطق متقدمة وهامشية وكذلك بين اثنتين أو أكثر من المناطق المتقدمة المتنافسة. تلعب المناطق شبه الهامشية دورًا رئيسيًا في توسط الأنشطة الاقتصادية، والسياسية، والاجتماعية التي تربط المناطق المتقدمة والهامشية.
تفسح هذه المناطق المجال لإمكانية تواجد التقنية المبتكرة، والإصلاحات في الهيكل الاجتماعي والتنظيمي، والهيمنة على الأمم الهامشية. قد تؤدي هذه التغييرات إلى ترقي الدول شبه الهامشية لأمم مركزية. شبه الهامشية، رغم ذلك أكثر من مجرد وصف، إذ أنه يقدَّم بصفته موقعًا في تراتبية العالم التي يمكن فيها تفسير التغيرات الاجتماعية والاقتصادية.
تصف نظرية النظم العالمية شبه الهامش بأنه عنصر هيكلي رئيسي في الاقتصاد العالمي. يلعب شبه الهامش دورًا حيويًا يُقارَن بالدور الذي لعبته إسبانيا والبرتغال في القرنين السابع عشر والثامن عشر بصفتهما مجموعات تجارية وسيطة داخل الإمبراطورية الأوروبية الاستعمارية.
اليوم (حاليًا)، شبه الهامش صناعيّ بشكل عام. تساهم الدول شبه الهامشية في تصنيع وتصدير مختلف البضائع. وتتسم برقع أرضٍ امتدادها أكبر من المتوسط، على النحو الذي تمثله الأرجنتين، والصين، والهند، والبرازيل، والمكسيك، وإندونيسيا، وإيران. تعني زيادة رقعة الأرض إجمالاً زيادة حجم السوق وحصته. ليست كل الدول شبه الهامشية كبيرة برغم ذلك، إذ توجد بعض الدول الأصغر مثل إسرائيل، وبولندا، واليونان داخل شبه الهامش.

## النظرية الاجتماعية
تقدم الدول شبه الهامشية لمواطنيها فرصًا اقتصادية متنوعة نسبيًا ولكن لديها أيضًا فجوات هائلة بين الأثرياء والفقراء. استخدم منظّرو النظام العالمي في الأساس فئتين للتصنيف: الدول الهامشية والدول المتقدمة (المركزية). فظهرت الحاجة إلى فئة ثالثة تتوسطهما سريعًا. ما أدى إلى إنشاء فئة شبه الهامش للمجتمعات التي تحركت بعيدًا عن الهامش ولكنها لم تصبح بعد متقدمة. بعبارةٍ أخرى، هي فئةٌ تصف الدول التي مازالت اعتمادية، ومتأخرةً إلى حد ما، رغم تحقيقها مستوياتٍ متقدمة من التصنيع. ترتبط الدول شبه الهامشية بنظمٍ عالمية ديناميكية تركز على اعتماد الدول الفقيرة على الغنية، في مبدأ يعرف بنظرية التبعية. طُبق مصطلح الدول شبه الهامشية على الدول التي وجدت في وقت مبكرٍ من القرن الثالث عشر. من الناحية النظرية، أضاف إنشاء فئة شبه الهامش طبقات اجتماعية وتاريخية إلى نظريات التطور السابقة – التي لا يزال لديها مع ذلك أسس مشابهة، رأسمالية بالأساس.

### الوظيفة
شبه الهامش ضروريٌ لحفظ توازن النظام العالمي، لأنه يسهل التفاعل ويوفر الاتصال بين الدول الهامشية ذات الدخل المنخفض والدول المتقدمة ذات الدخل المرتفع بإضافة خطوةٍ أخرى في التراتب الهرمي للنظام العالمي. بكونها منطقة وسطى، تُظهر الدول شبه الهامشية خصائص كلٍ من المركز والهامش. كما تؤدي وظيفة منطقة عازلة سياسيًا بينما هي تُستغل، فهي أيضًا مُستغِلة. كانت تلك المناطق إما مناطق متقدمة في الماضي أو مناطق هامشية سابقًا تقدمت منذ ذلك الحين في الاقتصاد العالمي.
الأمم شبه الهامشية عنصر ضروري في بنية نظام التجارة العالمية، إذ تخفف مثل هذه الدول من الضغوط السياسية التي يمارسها المركز على الهامش والاضطراب السياسي الذي يعيد الهامش توجيهه نحو المركز. على صعيد آخر، قد تجد الدول شبه الهامشية نفسها مستبعَدة من سياسات المنطقة، إذ تقع خارج حدود الساحة السياسية للدول المتقدمة (المركزية).
يوجد شبه الهامش لأنه يحتاج إلى تقسيم القوة الاقتصادية بين المركز والهامش. شبه الهامش، أو الطبقة الوسطى كما يشير إليه فالرشتين، هو ما يجعل النظام الرأسمالي يعمل لأنه يشبه إلى حد كبير النظرية النفعية البنيوية الاجتماعية، حيث القواعد، والعادات، والتقاليد والمؤسسات باعتبارها «أعضاء» تعمل من أجل الأداء المناسب ل «الجسد» ككل. بدون هذه الدول الصناعية، لن يصل التغيير أبدًا إلى الهامش.
من حيث مساهمتها في الصناعة والاقتصاد، تُعتبر الدول شبه الهامشية المعاصرة شبه صناعية. الدول شبه الهامشية مُصدِّر رئيسيّ للمعادن والسلع الزراعية. وغالبًا ما يركزون على التصنيع وتصدير السلع الصناعية والبضائع. بينما تفصل هذه التطورات شبه الهامش عن الهامش، فهم يفتقرون إلى السلطة والهيمنة الاقتصادية للأمم المتقدمة وما يزال لديهم الكثير من الفقر غير المنضبط (غير المُدار). ما يضعهم في مستوىً أقل من المركز. تعتبر الدول شبه الهامشية مساهمًا مهمًا في الاقتصاد العالمي للأسباب المذكورة في الأعلى ولميلهم أن تكون لديهم رقعة أرض بامتداد فوق متوسط، ما يعني احتضانهم لسوق أكبر من المتوسط. مثالٌ أساسيٌ على ذلك هو الصين، دولة ليست لها مساحة كبيرة فحسب ، بل عدد سكان مزدهر كذلك.

## التاريخ والتطور

### القرن الثالث عشر
أقامت هذه الحقبة من التاريخ الإنساني شبه هامشٍ متمركُزٍ في منطقة تمتد من الشرق الأوسط إلى الصين، متضمنةُ الهند وإمبراطورية المغول. كانت هذه هي المرة الأولى في التاريخ التي تتصل فيها الدول الهامشية وشبه الهامشية وتُشارك في التجارة العالمية مع كلٍ من دول المركز ومع بعضها بعضًا. عن طريق نظام تجاري مربح، يتضمن فرض ضرائب باهظة على السلع المنقولة داخل حدودهم، استطاعوا الحفاظ على تدفق مستمر للثروة، ليصبحوا القوة الدافعة للتغيير الاقتصادي طوال هذه الفترة من الزمن. إضافةً إلى ذلك، أتاح لهم التركيز الشديد على الدفاع وتأمين الحدود، خاصةً بين المغول، أن يكونوا عقباتٍ تجارية لا يمكن اختراقها إلى حد ما. لعبت الجغرافيا دورًا أيضًا، كما يظهر في تطوير الهند لصناعة بحرية مثيرة للإعجاب. بسبب موقعها على طول مسار مناسب عبر المحيط الهندي ، رسخت الهند دورها باعتبارها «مفصلة» بين الشرق والغرب. من خلال مواقعهم في نظام التجارة العالمي، أصبحت المناطق شبه الهامشية في الشرق الأوسط مهمة بشكل حاسم في ربط المدن المركزية الصينية والهندية بالمدن الناشئة في أوروبا، فضلاً عن كونها تمثل نقاطًا رئيسية بين المدن المركزية الأخرى الأكثر أهمية في المنطقة، مثل بغداد والقاهرة وعدن.